# Championnat DTM 2021
Navigation
2020 2022
Le championnat Deutsche Tourenwagen Masters 2021 est la 22e saison du DTM depuis sa renaissance en 2000. Cette saison marque le changement de réglementation pour les véhicules qui passe de la catégorie "Class One" à la catégorie GT3.

## Changements de la saison 2021

### Changements technique
- Après deux saisons sous la catégorie "Class One", la série est officiellement passée à la réglementation FIA GT3, en utilisant son propre équilibre des performances (BoP)[1]. Le passage de la catégorie "Class One" à la catégorie GT3 a en effet attiré plus de constructeurs et d'écuries, qui ne pouvaient pas participer auparavant en raison du coût trop élevé[2].
- Après dix saisons, Hankook a résilié son contrat de fournisseur de pneus avec le DTM malgré un contrat signé en 2020, pour qu'il fournisse les pneus jusqu'en 2023. Le 1 Mars 2021, Michelin est annoncé comme fournisseur de pneus pour la saison 2021.

### Changement sportif
- Pour la première fois depuis 2001, la série n'utilise plus de départs arrêtés. Maintenant, la série a introduit son propre système appelé «démarrage en formation DTM» qui est ni plus ni moins qu'un départ lancé[3].

## Écuries et pilotes
Toutes les voitures sont équipées de pneumatiques Michelin.
| Constructeurs | Voitures                    | Moteurs                      | Écuries                            | No. | Pilotes               | Status | Manches  | Ref.   |
| ------------- | --------------------------- | ---------------------------- | ---------------------------------- | --- | --------------------- | ------ | -------- | ------ |
| Audi          | Audi R8 LMS Evo             | Audi Type 42 5.2 L V10       | Team Abt Sportsline                | 3   | Kelvin van der Linde  |        | Toutes   | ,      |
| Audi          | Audi R8 LMS Evo             | Audi Type 42 5.2 L V10       | Team Abt Sportsline                | 9   | Mike Rockenfeller     |        | Toutes   | ,      |
| Audi          | Audi R8 LMS Evo             | Audi Type 42 5.2 L V10       | Team Abt Sportsline                | 37  | Lucas di Grassi       | Invité | 7–8      | [ 7 ]  |
| Audi          | Audi R8 LMS Evo             | Audi Type 42 5.2 L V10       | Team Rosberg                       | 12  | Dev Gore              |        | 1–3, 5-8 | ,      |
| Audi          | Audi R8 LMS Evo             | Audi Type 42 5.2 L V10       | Team Rosberg                       | 12  | Christopher Haase     |        | 4        | [ 10 ] |
| Audi          | Audi R8 LMS Evo             | Audi Type 42 5.2 L V10       | Team Rosberg                       | 51  | Nico Müller           |        | Toutes   | ,      |
| Audi          | Audi R8 LMS Evo             | Audi Type 42 5.2 L V10       | Team Abt                           | 99  | Sophia Flörsch        | Jr.    | 1–3, 5-8 | [ 11 ] |
| Audi          | Audi R8 LMS Evo             | Audi Type 42 5.2 L V10       | Team Abt                           | 99  | Markus Winkelhock     |        | 4        | [ 12 ] |
| BMW           | BMW M6 GT3                  | BMW S63 4.4 L Turbo V8       | Walkenhorst Motorsport             | 11  | Marco Wittmann        |        | Toutes   | ,      |
| BMW           | BMW M6 GT3                  | BMW S63 4.4 L Turbo V8       | ROWE Racing                        | 16  | Timo Glock            |        | Toutes   | ,      |
| BMW           | BMW M6 GT3                  | BMW S63 4.4 L Turbo V8       | ROWE Racing                        | 31  | Sheldon van der Linde | Jr.    | Toutes   | ,      |
| Ferrari       | Ferrari 488 GT3 Evo 2020    | Ferrari F154 3.9 L Turbo V8  | AlphaTauri AF Corse                | 23  | Alexander Albon       |        | 1–7      | ,      |
| Ferrari       | Ferrari 488 GT3 Evo 2020    | Ferrari F154 3.9 L Turbo V8  | AlphaTauri AF Corse                | 23  | Nick Cassidy          |        | 8        | ,      |
| Ferrari       | Ferrari 488 GT3 Evo 2020    | Ferrari F154 3.9 L Turbo V8  | Red Bull AF Corse                  | 30  | Liam Lawson           | Jr.    | Toutes   | ,      |
| Lamborghini   | Lamborghini Huracán GT3 Evo | Lamborghini 5.2 L V10        | T3 Motorsport                      | 10  | Esteban Muth          | Jr.    | Toutes   | [ 21 ] |
| Lamborghini   | Lamborghini Huracán GT3 Evo | Lamborghini 5.2 L V10        | T3 Motorsport                      | 26  | Esmee Hawkey          |        | Toutes   | [ 22 ] |
| Lamborghini   | Lamborghini Huracán GT3 Evo | Lamborghini 5.2 L V10        | T3 Motorsport                      | 63  | Mirko Bortolotti      | Invité | 6        | [ 23 ] |
| Lamborghini   | Lamborghini Huracán GT3 Evo | Lamborghini 5.2 L V10        | T3 Motorsport                      | 71  | Maximilian Paul       | Invité | 5        | [ 24 ] |
| McLaren       | McLaren 720S GT3            | McLaren M840T 4.0 L Turbo V8 | JP Motorsport                      | 15  | Christian Klien       | Invité | 3–4, 6   | [ 4 ]  |
| Mercedes-AMG  | Mercedes-AMG GT3 Evo        | Mercedes-AMG M159 6.2 L V8   | Mercedes-AMG Team HRT              | 4   | Maximilian Götz       |        | Toutes   | ,      |
| Mercedes-AMG  | Mercedes-AMG GT3 Evo        | Mercedes-AMG M159 6.2 L V8   | Mercedes-AMG Team HRT              | 5   | Vincent Abril         |        | Toutes   | ,      |
| Mercedes-AMG  | Mercedes-AMG GT3 Evo        | Mercedes-AMG M159 6.2 L V8   | Mercedes-AMG Team HRT              | 6   | Hubert Haupt          | Invité | 4, 7     | [ 27 ] |
| Mercedes-AMG  | Mercedes-AMG GT3 Evo        | Mercedes-AMG M159 6.2 L V8   | Mercedes-AMG Team Toksport WRT     | 7   | Luca Stolz            | Invité | 4        | [ 28 ] |
| Mercedes-AMG  | Mercedes-AMG GT3 Evo        | Mercedes-AMG M159 6.2 L V8   | Mercedes-AMG Team GruppeM Racing   | 8   | Daniel Juncadella     |        | Toutes   | ,      |
| Mercedes-AMG  | Mercedes-AMG GT3 Evo        | Mercedes-AMG M159 6.2 L V8   | Mercedes-AMG Team Mücke Motorsport | 18  | Maximilian Buhk       |        | 1–6, 8   | ,      |
| Mercedes-AMG  | Mercedes-AMG GT3 Evo        | Mercedes-AMG M159 6.2 L V8   | Mercedes-AMG Team Mücke Motorsport | 18  | Marvin Dienst         |        | 7        | [ 33 ] |
| Mercedes-AMG  | Mercedes-AMG GT3 Evo        | Mercedes-AMG M159 6.2 L V8   | Mercedes-AMG Team Winward          | 22  | Lucas Auer            |        | Toutes   | ,      |
| Mercedes-AMG  | Mercedes-AMG GT3 Evo        | Mercedes-AMG M159 6.2 L V8   | Mercedes-AMG Team Winward          | 57  | Philip Ellis          |        | Toutes   | ,      |
| Mercedes-AMG  | Mercedes-AMG GT3 Evo        | Mercedes-AMG M159 6.2 L V8   | Mercedes-AMG Team GetSpeed         | 36  | Arjun Maini           |        | Toutes   | ,      |
| Porsche       | Porsche 911 GT3 R           | Porsche 4.0 L Flat-6         | SSR Performance                    | 92  | Michael Ammermüller   | Invité | 4        | [ 36 ] |

| Icon   | Status                                              |
| ------ | --------------------------------------------------- |
| Jr.    | Junior                                              |
| Invité | Pilotes invités inéligibles pour marquer des points |

### Changement de constructeurs
- Ferrari, Lamborghini, McLaren et Porsche arrivent en DTM pour la première fois de l'histoire de la série.
- Mercedes-Benz revient en DTM après deux ans d'absences, cependant en tant que constructeur privé.
- Audi et BMW participent aux DTM en tant que constructeur privés.

### Changement d'équipes
- GruppeM Racing participe au DTM pour la première fois avec une Mercedes-AMG GT3 Evo.
- AF Corse rejoint le DTM pour la première fois avec le soutien de Red Bull avec deux Ferrari 488 GT3 Evo 2020.
- Haupt Racing Team participe au DTM pour la première fois avec deux Mercedes-AMG GT3 Evo.
- HTP Winward Motorsport rejoint le DTM pour la première fois avec deux Mercedes-AMG GT3 Evo.
- ROWE Racing participe au DTM pour la première fois avec deux BMW M6 GT3.
- JP Motorsport rejoint le DTM pour la première fois avec une McLaren 720S GT3 mais uniquement sur quelques manches.
- T3 Motorsport participe au DTM pour la première fois avec deux Lamborghini Huracan GT3 Evo.

### Changement de pilotes

#### Débutants en DTM
- Alexander Albon, ancien pilote de Formule 1 et Liam Lawson, pilote de Formule 2 de l'académie Red Bull Junior Team, font leur début dans la série avec le soutien de Red Bull dans l'équipe AF Corse. Liam Lawson participe à toute la saison de DTM en parallèle du Championnat de Formule 2 2021. Cependant, Alexander Albon participe à toutes les courses sauf celle du Norisring, car ce week-end de course entre en conflit avec le Grand Prix de Turquie de Formule 1 où il effectue son rôle de pilote de réserve et de développement pour Red Bull Racing. Le pilote de Super Formula, Super GT, et de Formule E Nick Cassidy le remplace[19],[20].
- Kelvin van der Linde ancien vainqueur des 24 heures du Nürburgring, débute chez Team Abt Sportsline au volant d’une Audi R8 LMS Evo.
- Lucas di Grassi après sa saison de Formule E 2020-2021, débute chez Team Abt Sportsline au volant d’une Audi R8 LMS Evo.
- Sophia Flörsch ancienne pilote de Formule 3 en 2020, débute chez Team Abt au volant d’une Audi R8 LMS Evo.
- Dev Gore débute chez Team Rosberg au volant d’une Audi R8 LMS Evo.
- Esmee Hawkey débute chez T3 Motorsport au volant d’une Lamborghini Huracán GT3 Evo.
- Esteban Muth débute chez T3 Motorsport au volant d’une Lamborghini Huracán GT3 Evo.
- Christian Klien ancien pilote de Formule 1, débute chez JP Motorsport au volant d’une McLaren 720S GT3.
- Vincent Abril débute chez Team HRT au volant d’une Mercedes-AMG GT3 Evo.
- Maximilian Buhk débute chez Team Mücke Motorsport au volant d’une Mercedes-AMG GT3 Evo.
- Philip Ellis débute chez Team Winward au volant d’une Mercedes-AMG GT3 Evo.
- Arjun Maini ancien pilote de Formule 2, débute chez Team GetSpeed au d’une Mercedes-AMG GT3 Evo.

#### Remplacements en cours de saison
- Après 11 ans d'absence en DTM, Markus Winkelhock remplace Sophia Flörsch au Nürburgring car elle participe au 24h du Mans.
- Christopher Haase remplace Dev Gore au Nürburgring pour des raisons personnelles.
- Marvin Dienst remplace Maximilian Buhk à Hockenheim.
- Nick Cassidy remplace Alexander Albon au Norisring.

#### Départs du DTM
- René Rast, triple champion de DTM, part du championnat pour participer à la Formule E avec Audi[37].
- Robert Kubica part du DTM après une saison complète[38].
- Robin Frijns part du DTM pour participer à la Formule E avec Virgin Racing.
- Harrison Newey
- Fabio Scherer
- Ferdinand von Habsburg
- Loïc Duval
- Jamie Green
- Jonathan Aberdein
- Philipp Eng

## Calendrier de la saison 2021
Un calendrier provisoire a été publié le 6 novembre 2020 avec un total de neuf courses ; quatre courses en Allemagne et cinq autres en Europe,,.
Igora Drive, Monza et le Norisring ont été retenus pour cette saison car ils devaient organiser des courses en 2020, avant leurs annulations à cause de la pandémie de COVID-19. Le Red Bull Ring revient au calendrier pour la première fois depuis 2018. Quelques semaines avant le début de la saison, Igora Drive est annulée à cause de la crise sanitaire et un nouveau calendrier est présenté pour la saison de 2021. Le maintien des courses aux Norisring était incertain en début d'année mais finalement, le rendez-vous fut confirmé en tant que manche de clôture en octobre.
| Manche | Circuit                      | Localité                    | Course 1     | Course 2     |
| ------ | ---------------------------- | --------------------------- | ------------ | ------------ |
| 1      | Autodromo Nazionale di Monza | Monza, Lombardie            | 19 Juin      | 20 Juin      |
| 2      | EuroSpeedway Lausitz         | Klettwitz, Brandenburg      | 24 Juillet   | 25 Juillet   |
| 3      | Circuit Zolder               | Heusden-Zolder, Limbourg    | 7 Août       | 8 Août       |
| 4      | Nürburgring                  | Nürburg, Rhénanie-Palatinat | 21 Août      | 22 Août      |
| 5      | Red Bull Ring                | Spielberg, Styrie           | 4 Septembre  | 5 Septembre  |
| 6      | TT Circuit Assen             | Assen, Drenthe              | 18 Septembre | 19 Septembre |
| 7      | Hockenheimring               | Hockenheim, Bade-Wurtemberg | 2 Octobre    | 3 Octobre    |
| 8      | Norisring                    | Nuremberg, Bavière          | 9 Octobre    | 10 Octobre   |

## Résultats et Classement
| Manche | Manche | Circuit                      | Pole position         | Meilleur tour         | Pilote vainqueur     | Écurie gagnante           | Constructeur gagnant | Pilote Junior vainqueur |
| ------ | ------ | ---------------------------- | --------------------- | --------------------- | -------------------- | ------------------------- | -------------------- | ----------------------- |
| 1      | R1     | Autodromo Nazionale di Monza | Vincent Abril         | Liam Lawson           | Liam Lawson          | Red Bull AF Corse         | Ferrari              | Liam Lawson             |
| 1      | R2     | Autodromo Nazionale di Monza | Kelvin van der Linde  | Lucas Auer            | Kelvin van der Linde | Abt Sportsline            | Audi                 | Sheldon van der Linde   |
| 2      | R1     | EuroSpeedway Lausitz         | Sheldon van der Linde | Sheldon van der Linde | Philip Ellis         | Mercedes-AMG Team Winward | Mercedes-AMG         | Liam Lawson             |
| 2      | R2     | EuroSpeedway Lausitz         | Philip Ellis          | Kelvin van der Linde  | Maximilian Götz      | Mercedes-AMG Team HRT     | Mercedes-AMG         | Liam Lawson             |
| 3      | R1     | Circuit Zolder               | Kelvin van der Linde  | Alexander Albon       | Kelvin van der Linde | Abt Sportsline            | Audi                 | Esteban Muth            |
| 3      | R2     | Circuit Zolder               | Marco Wittmann        | Nico Müller           | Marco Wittmann       | Walkenhorst Motorsport    | BMW                  | Liam Lawson             |
| 4      | R1     | Nürburgring                  | Kelvin van der Linde  | Kelvin van der Linde  | Kelvin van der Linde | Abt Sportsline            | Audi                 | Sheldon van der Linde   |
| 4      | R2     | Nürburgring                  | Alexander Albon       | Christopher Haase     | Alexander Albon      | AlphaTauri AF Corse       | Ferrari              | Esteban Muth            |
| 5      | R1     | Red Bull Ring                | Liam Lawson           | Esteban Muth          | Liam Lawson          | Red Bull AF Corse         | Ferrari              | Liam Lawson             |
| 5      | R2     | Red Bull Ring                | Marco Wittmann        | Marco Wittmann        | Liam Lawson          | Red Bull AF Corse         | Ferrari              | Liam Lawson             |
| 6      | R1     | TT Circuit Assen             | Liam Lawson           | Mirko Bortolotti      | Marco Wittmann       | Walkenhorst Motorsport    | BMW                  | Liam Lawson             |
| 6      | R2     | TT Circuit Assen             | Lucas Auer            | Mike Rockenfeller     | Lucas Auer           | Mercedes-AMG Team Winward | Mercedes-AMG         | Liam Lawson             |
| 7      | R1     | Hockenheimring               | Kelvin van der Linde  | Alexander Albon       | Kelvin van der Linde | Abt Sportsline            | Audi                 | Liam Lawson             |
| 7      | R2     | Hockenheimring               | Kelvin van der Linde  | Alexander Albon       | Lucas Auer           | Mercedes-AMG Team Winward | Mercedes-AMG         | Liam Lawson             |
| 8      | R1     | Norisring                    | Liam Lawson           | Nico Müller           | Maximilian Götz      | Mercedes-AMG Team HRT     | Mercedes-AMG         | Liam Lawson             |
| 8      | R2     | Norisring                    | Liam Lawson           | Nick Cassidy          | Maximilian Götz      | Mercedes-AMG Team HRT     | Mercedes-AMG         | Sophia Flörsch          |

### Système de points
Les points de la course sont attribués aux 10 premiers pilotes classés. 3, 2 et 1 points sont attribués aux trois premiers classés des qualifications. Aucun point n'est attribué pour le meilleur tour en course. Ce système d'attribution des points est utilisé pour chaque course du championnat.
| Position | 1er | 2e | 3e | 4e | 5e | 6e | 7e | 8e | 9e | 10e |
| Points   | 25  | 18 | 15 | 12 | 10 | 8  | 6  | 4  | 2  | 1   |

| Position | 1er | 2e | 3e |
| Points   | 3   | 2  | 1  |

### Classement des pilotes
| Pos.                                                                            | Pilotes               | MON | MON | LAU | LAU | ZOL | ZOL | NUR | NUR | RBR | RBR  | TT  | TT  | HOC  | HOC | NOR | NOR | Points |
| ------------------------------------------------------------------------------- | --------------------- | --- | --- | --- | --- | --- | --- | --- | --- | --- | ---- | --- | --- | ---- | --- | --- | --- | ------ |
| 1                                                                               | Maximilian Götz       | 23  | 10  | Ret | 13  | 72  | 2   | 4   | 4   | 2   | 3    | 43  | 6   | 5    | 3   | 1   | 1   | 230    |
| 2                                                                               | Liam Lawson           | 1   | 132 | 2   | 2   | Ret | 3   | 13  | Ret | 1   | 12   | 31  | 23  | 43   | 2   | 31  | NC1 | 227    |
| 3                                                                               | Kelvin van der Linde  | 4   | 1   | 42  | 3   | 1   | 8   | 1   | Ret | 5   | 6    | 12  | 4   | 1    | 101 | 42  | 172 | 208    |
| 4                                                                               | Marco Wittmann        | 8   | 5   | 7   | 6   | 53  | 1   | 53  | 3   | 7   | 21   | 12  | 32  | Ret  | 11  | 12  | 7   | 171    |
| 5                                                                               | Lucas Auer            | 122 | 3   | 6   | 9   | 9   | 52  | 11  | 6   | 8   | 5    | 10  | 1   | Ret2 | 12  | 63  | 2   | 152    |
| 6                                                                               | Alexander Albon       | 3   | 7   | 5   | 11  | 3   | 6   | Ret | 1   | 4   | 17   | Ret | 5   | 2    | 6   |     |     | 130    |
| 7                                                                               | Philip Ellis          | Ret | 6   | 1   | 41  | 8   | 16  | 2   | Ret | 3   | 4    | 7   | 12  | 7    | 4   | 10  | 10  | 129    |
| 8                                                                               | Mike Rockenfeller     | 9   | 8   | 3   | 8   | 2   | 103 | 3   | Ret | 15  | Ret  | 13  | 11  | 3    | 15  | Ret | 4   | 89     |
| 9                                                                               | Daniel Juncadella     | 51  | 11  | Ret | 7   | Ret | 12  | 8   | 2   | 11  | 12   | Ret | Ret | 6    | 5   | 7   | 5   | 77     |
| 10                                                                              | Nico Müller           | 7   | 2   | 13  | 10  | 10  | 4   | 7   | 9   | Ret | 14   | Ret | 8   | Ret  | 12  | 8   | 15  | 56     |
| 11                                                                              | Sheldon van der Linde | 11  | 43  | 91  | 5   | 16  | 7   | 6   | Ret | Ret | Ret3 | 6   | Ret | Ret  | Ret | Ret | 16  | 55     |
| 12                                                                              | Arjun Maini           | 13  | Ret | Ret | 12  | Ret | DNS | 10  | 13  | 63  | 7    | Ret | 13  | Ret  | 83  | 2   | 6   | 48     |
| 13                                                                              | Esteban Muth          | 10  | 9   | 8   | Ret | 6   | 9   | 14  | 5   | 14  | 13   | 8   | 10  | 8    | Ret | 11  | Ret | 41     |
| 14                                                                              | Vincent Abril         | DSQ | DSQ | Ret | 14  | 4   | Ret | 12  | 8   | 9   | 8    | Ret | 9   | 9    | 9   | 14  | 8   | 34     |
| 15                                                                              | Maximilian Buhk       | 6   | 12  | 10  | 18  | Ret | 11  | Ret | Ret | 12  | 9    | Ret | 15  |      |     | 9   | 3   | 28     |
| 16                                                                              | Nick Cassidy          |     |     |     |     |     |     |     |     |     |      |     |     |      |     | 5   | 133 | 11     |
| 17                                                                              | Timo Glock            | 16  | Ret | 11  | 13  | 11  | 17  | 19  | 7   | 10  | 10   | Ret | 14  | 10   | 14  | Ret | 11  | 9      |
| 18                                                                              | Sophia Flörsch        | 15  | 15  | Ret | 15  | 15  | Ret |     |     | 17  | 15   | 9   | 16  | 12   | Ret | 13  | 9   | 8      |
| 19                                                                              | Marvin Dienst         |     |     |     |     |     |     |     |     |     |      |     |     | 11   | 7   |     |     | 6      |
| 20                                                                              | Esmee Hawkey          | 14  | 16  | Ret | 16  | 13  | 13  | 17  | 11  | 16  | 16   | 11  | Ret | 14   | 16  | Ret | Ret | 2      |
| 21                                                                              | Christopher Haase     |     |     |     |     |     |     | Ret | 10  |     |      |     |     |      |     |     |     | 1      |
| 22                                                                              | Dev Gore              | Ret | 14  | 12  | 17  | 14  | 15  |     |     | Ret | Ret  | DNS | 17  | 16   | 17  | 16  | 14  | 0      |
| 23                                                                              | Markus Winkelhock     |     |     |     |     |     |     | 16  | 14  |     |      |     |     |      |     |     |     | 0      |
| Pilotes invités inéligibles pour marquer des points au championnat des pilotes. |                       |     |     |     |     |     |     |     |     |     |      |     |     |      |     |     |     |        |
| —                                                                               | Mirko Bortolotti      |     |     |     |     |     |     |     |     |     |      | 2   | 7   |      |     |     |     | —      |
| —                                                                               | Christian Klien       |     |     |     |     | 12  | 14  | 15  | 12  |     |      | 5   | Ret |      |     |     |     | —      |
| —                                                                               | Luca Stolz            |     |     |     |     |     |     | 9   | Ret |     |      |     |     |      |     |     |     | —      |
| —                                                                               | Maximilian Paul       |     |     |     |     |     |     |     |     | 13  | 11   |     |     |      |     |     |     | —      |
| —                                                                               | Lucas di Grassi       |     |     |     |     |     |     |     |     |     |      |     |     | 15   | Ret | 15  | 12  | —      |
| —                                                                               | Hubert Haupt          |     |     |     |     |     |     | 18  | Ret |     |      |     |     | 13   | 13  |     |     | —      |
| —                                                                               | Michael Ammermüller   |     |     |     |     |     |     | Ret | Ret |     |      |     |     |      |     |     |     | —      |

| Couleur | Résultat          |
| ------- | ----------------- |
| Or      | Vainqueur         |
| Argent  | 2e place          |
| Bronze  | 3e place          |
| Vert    | Dans les points   |
| Bleu    | Hors des points   |
| Violet  | Abandon (Ret)     |
| Noire   | Disqualifié (DSQ) |
| Blanc   | Non partant (NP)  |

Gras – Pole position

Italique – Meilleur tour

† – Abandon, mais classé
(75 % de la distance de la
 course complétée)

1 – 3 points pour la Pole

2 – 2 points pour la P2

3 – 1 point pour la P3

### Classement des équipes
| Pos. | Équipe                             | Points |
| ---- | ---------------------------------- | ------ |
| 1    | Red Bull AlphaTauri AF Corse       | 368    |
| 2    | Team Abt Sportsline                | 296    |
| 3    | Mercedes-AMG Team Winward          | 281    |
| 4    | Mercedes-AMG Team HRT              | 262    |
| 5    | Walkenhorst Motorsport             | 171    |
| 6    | Mercedes-AMG Team GruppeM Racing   | 77     |
| 7    | ROWE Racing                        | 64     |
| 8    | Team Rosberg                       | 55     |
| 9    | Mercedes-AMG Team GetSpeed         | 48     |
| 10   | T3 Motorsport                      | 48     |
| 11   | Mercedes-AMG Team Mücke Motorsport | 34     |
| 12   | Team Abt                           | 8      |

### Classement des constructeurs
Seuls les points marqués par les trois premiers pilotes d'un constructeur en qualifications et en courses comptent pour le championnat des constructeurs.
McLaren et Porsche sont inéligibles pour marquer des points au championnat des constructeurs.
| Pos. | Constructeur | Points |
| ---- | ------------ | ------ |
| 1    | Mercedes-AMG | 617    |
| 2    | Ferrari      | 368    |
| 3    | Audi         | 359    |
| 4    | BMW          | 235    |
| 5    | Lamborghini  | 48     |